# Česká chuťovka
Česká chuťovka je česká značka kvality potravin, která se uděluje od roku 2009. Výrobek, který je označen touto značkou, musí být vyroben českým výrobcem v České republice, přičemž rozhodujícím kritériem pro udělení značky je vynikající chuť příslušné potraviny.
Značku Dobrý tuzemský potravinářský výrobek „Česká chuťovka“ uděluje vždy na podzim hodnotitelská komise nezávislých odborníků. Odborným garantem soutěže, který dohlíží na její regulérnost, byl do r. 2015 Výzkumný ústav potravinářský Praha, v.v.i., a od roku 2016 tuto roli převzala Vysoká škola chemicko-technologická v Praze společně  s Vyšší odbornou školou ekonomických studií, Střední průmyslovou školou potravinářských technologií a Střední odbornou školou přírodovědnou a veterinární, Praha 2, Podskalská 10,  v jejímž sídle se každoročně v září přihlášené potraviny hodnotí. Odborným patronem soutěže byl od r. 2016 prof. Ing. Karel Melzoch CSc., od roku 2020 se jím stal stávající rektor VŠCHT prof. Dr. RNDr. Pavel Matějka. Senzorické hodnocení jednotlivých potravin se provádí na anonymních vzorcích, což znemožňuje ovlivňování výsledků. Přihlášené potraviny posuzuje komise nezávislých odborníků, kterou do roku 2015 vedla Ing. Slavomíra Vavreinová, CSc., a od r. 2016 je její předsedkyní prof. Ing. Jana Dostálová, CSc. Nezávislost značky Česká chuťovka na veřejných zdrojích, jakož i na případných skrytých partikulárních zájmech, vyjadřuje používaný slogan „Česká chuťovka – značka, která si na nic nehraje“.
Se značkou Česká chuťovka také úzce souvisí značka Dětská chuťovka. O ni se ucházejí české potraviny určené dětem a mládeži ve věku od 6 do 16 let. Hodnotí je pod metodickým vedením odborníků z hodnotitelské komise České chuťovky dětská porota složená z členů Dětské tiskové agentury, žáků Základní školy Londýnská, Praha 2, a studentů 1. ročníku VOŠES, SPŠT a SOŠ Podskalská, Praha 2, na jejíž půdě se také soutěž dětských potravin koná. Dětští porotci rozhodují zcela nezávisle a samostatně, řídí se pouze svými chuťovými preferencemi.
Od r. r. 2012 vyznamenává novinářská porota vlastní Cenou novinářů přímo na slavnostním předávání ocenění pouhé tři výrobky, které na základě ochutnávky vybírá ze všech potravin oceněných v příslušném roce Českou nebo Dětskou chuťovkou. Cena novinářů je tak potravináři vnímána jako velmi prestižní.
Od roku 2013 uděluje každoročně hodnotitelská komise České chuťovky také titul Rytíř české chuti, jímž se po pečlivém posuzování a výběru z řady kandidátů z výrobní či odborné praxe stává osobnost, která se mimořádně svou dlouholetou prací v některém z potravinářských oborů zasloužila o výbornou pověst českých potravin. V r. 2013 se jím poprvé stal František Janíček, vyhlášený mistr uzenářský ze Židlochovic, v r. 2014 František Horák, který se zasloužil o slávu svijanského piva, v r. 2015 František Dolejší, jehož davelské Řeznictví a uzenářství si udržuje svou vynikající pověst a rodinnou tradici už celé století, a v r. 2016 Václav Bozděch, který se významně zasloužil o rozvoj české pekařiny. V roce 2017 byl titulem Rytíř české chuti oceněn významný, světově uznávaný sýrařský odborník Ladislav Likler a v roce 2018 se v pořadí již šestým Rytířem české chuti stal cukrářský mistr Jaroslav Nechvátal, spolumajitel vyhlášeného Café Charlotte v Železné Rudě. V roce 2019 byli vyhlášeni dva Rytíři České chuti – Jana Dostálová za významný přínos potravinářskému výzkumu a jeho osvětu a Jaroslav Radoš za úspěšný rozvoj výroby jakostních a chutných masných výrobků v podkrušnohorském regionu. Rovněž v roce 2020 byli vyhlášeni dva Rytíři české chuti – Petr Menšík, sládek Pivovaru Svijany, a Milan Chmelař, ředitel VOŠ, SPŠ a SOŠ Podskalská v Praze. Rytířem České chuti 2021 se stal Jiří Souček, obchodní ředitel Uzenin Beta, a v roce 2022 byl vyhlášen Rytířem české chuti Pavel Holeček, dlouholetý vedoucí řeznictví Globus ČR. 
Slavnostní předávání ocenění za nejchutnější potraviny vyrobené v příslušném roce v ČR se od roku 2013 uskutečňuje vždy na podzim v Rytířském sále Senátu Parlamentu ČR, od roku 2017 pod patronací Stálé komise Senátu pro rozvoj venkova.
Projekt Česká chuťovka, včetně Dětské chuťovky,  je od samého počátku významně mediálně podporován odbornými potravinářskými tituly Potravinářský zpravodaj, POTRAVINÁŘSKÁ Revue a ŘEZNICKO/UZENÁŘSKÉ noviny,  významnými mediálními partnery jsou také tituly vydavatelství RIX (Prosperita, Madam Business, fresh TIME) a regionálnítelevize.cz.
Jak značka Česká chuťovka, tak i značka Dětská chuťovka, doplňují portfolio českých značek kvality potravin (např. Klasa, Regionální potravina apod.), neboť každá z nich vypovídá o jiných vlastnostech potraviny, důležitých pro spotřebitele.